# Caragh
Caragh, auch: Carragh, irisch Ceárach, ist ein Dorf in der Republik Irland im County Kildare. Bei der Volkszählung 2022 hatte es 1006 Einwohner. Damit hat sich die Einwohnerzahl seit Beginn der 2000er Jahre mehr als vervierfacht.

## Lage
Caragh liegt etwa vier Kilometer westnordwestlich von Naas und 38 km westsüdwestlich von Dublin. Südlich der Gemeinde fließt der Liffey. Im Norden befindet sich das Moorgebiet Bog of Allen. 
Durch die Ortschaft verläuft die R409 von Naas nach Coill Dubh. Die Straße kreuzt hier die Bahnstrecke Dublin–Cork. An der R409 liegt der Mondello Park Circuit.

## Einwohnerentwicklung
Bedingt durch die Nähe zu Dublin nahm die Zahl der Einwohner in den letzten 30 Jahren stark zu.
| 2001 | 2006 | 2011 | 2016 | 2022 |
| ---- | ---- | ---- | ---- | ---- |
| 242  | 751  | 882  | 966  | 1006 |

## Sehenswürdigkeiten
- katholische Maria-und-Josef-Kirche

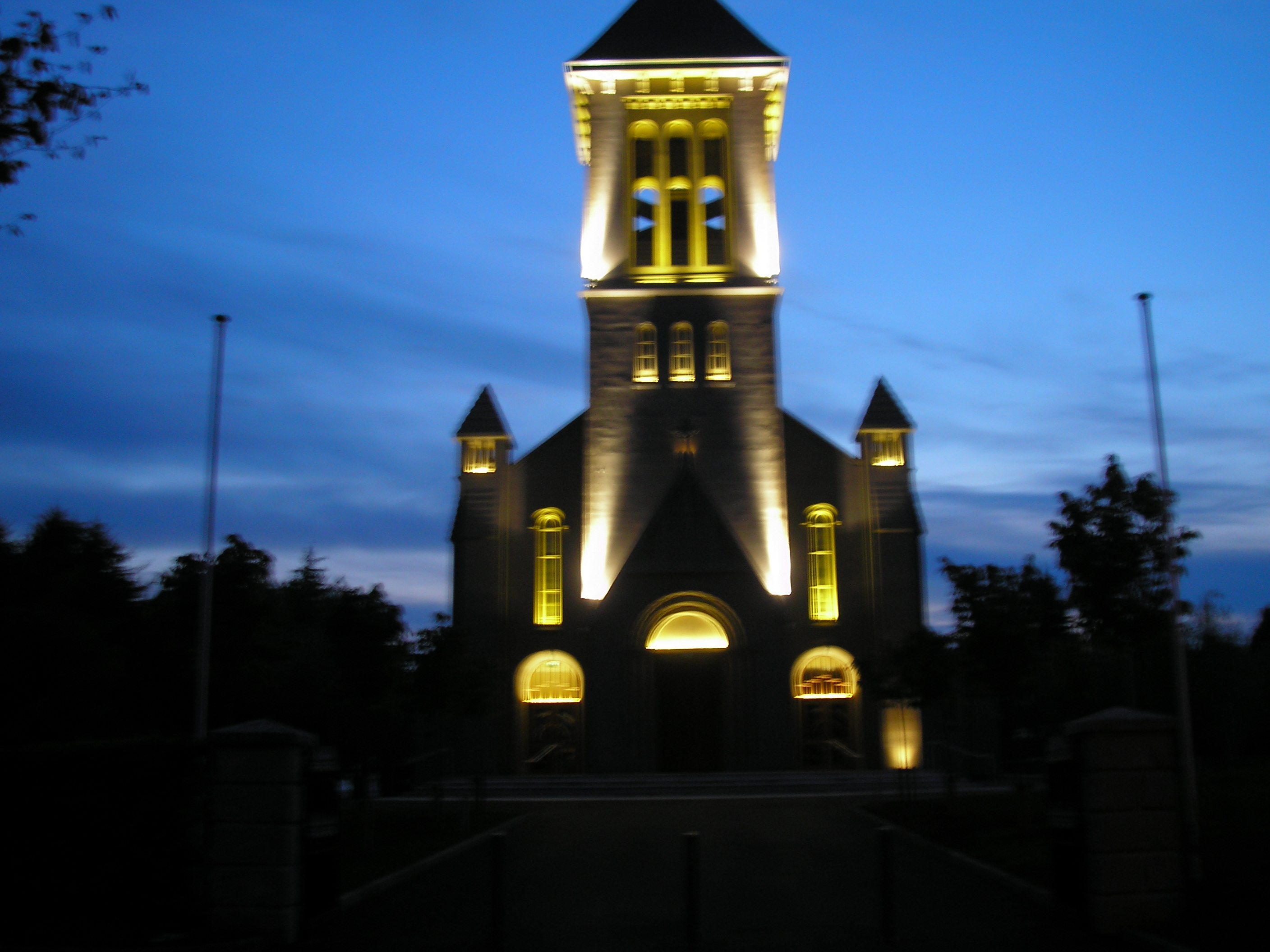
Maria-und-Josef-Kirche

## Persönlichkeiten
- Paddy Power (1928–2013), Politiker der Fianna Fáil, Verteidigungs- und Wirtschaftsminister, Mitglied des Europäischen Parlaments
- Seán Power (* 1960), Sohn von Paddy, Politiker der Fianna Fáil, Staatsminister